# Cyphia elata
Cyphia elata är en klockväxtart som beskrevs av William Henry Harvey. Cyphia elata ingår i släktet Cyphia, och familjen klockväxter. Inga underarter finns listade i Catalogue of Life.